# Agathosma venusta
Agathosma venusta là một loài thực vật có hoa trong họ Cửu lý hương. Loài này được (Eckl. & Zeyh.) Pillans mô tả khoa học đầu tiên năm 1950.